# Chris Fearne
Christopher "Chris" Fearne (Attard, 12 marzo 1963) è un medico e politico maltese, membro del Partito Laburista e ministro della salute dal 2016 al 2024, oltreché Vice primo ministro di Malta dal 2017 al 2024.
È stato nominato segretario parlamentare per la salute nell'aprile 2014 ed è in carica in qualità di ministro per la salute da aprile 2016. Nel luglio 2017, il Partito Laburista lo ha eletto Vice Capo degli Affari parlamentari, assumendo così il ruolo di Vice Primo Ministro di Malta e Capo della Camera.